# کلادیو کشرو
کلادیو کشرو (انگلیسی: Claudiu Keșerü؛ زادهٔ ۲ دسامبر ۱۹۸۶) یک بازیکن فوتبال اهل رومانی است.
از باشگاه‌هایی که در آن بازی کرده‌است می‌توان به نانت اشاره کرد.
وی همچنین در تیم ملی فوتبال رومانی بازی کرده‌است.